# سید مازیار هاشمی
سید مازیار هاشمی (زادهٔ ۳۱ مرداد ۱۳۶۳) تهیه‌کنندهٔ ایرانی فیلم و سریال است. فیلم کوتاه بچه‌خور (۱۳۹۷) به‌ تهیه‌کنندگی او جایزه بزرگ جشنواره اودنسه دانمارک و فیلم کوتاه سیاه سنگ(۱۴۰۲)برندهٔ جایزه بهترین فیلم از جشنواره کلرمون فرانسه شده است.
فیلم به خاطر کیومرث در مورد زندگی کیومرث پوراحمد ساخته ی اوست.
وی مجری طرح فیلم سینمایی شنای پروانه و تهیه کننده سریال یاغی است.سیمرغ بلورین بهترین فیلم جشنواره چهل و سوم فجر، برای زیبا صدایم کن (فیلم)به سید مازیار هاشمی رسید. او عضو پیوسته خانه سینمای ایران است.

## زندگی هنری
سید مازیار هاشمی متولد ۱۳۶۳ است . او دارای مدرک کارشناسی ارشد رشته کارگردانی از دانشکده هنر و معماری است. وی فعالیت هنری خود را در زمینه تهیه و تولید آثار سینمایی و تلویزیونی از سال ۱۳۸۱ آغاز کرده‌است. مجموعه تاریخ شفاهی سینمای ایران با عنوان رخ و دکوپاژ (پرتره کارگردانان و بازیگران مولف سینمای ایران) در قالب ۵۰ فیلم مستقل از سال ۱۳۹۲ تا ۱۳۹۷ به تهیه کنندگی او ساخته شده است. فیلم های کوتاه بچه خور ، دم اژدها، تن پوش، واداشته، سیاه سنگ در بخش خصوصی و به تهیه کنندگی سید مازیار هاشمی ساخته شده است. او در اولین حضور سینمایی خود مجری طرح فیلم سینمایی شنای پروانه بود که موفق به کسب سیمرغ بهترین فیلم از نگاه مخاطب برای این فیلم شد. تهیه کنندگی سریال یاغی را سید مازیار هاشمی به عهده داشته است. سیمرغ بلورین بهترین فیلم جشنواره چهل و سوم فجر، برای زیبا صدایم کن (فیلم)به سید مازیار هاشمی رسید. او همچنین از اعضای پیوسته صنف تهیه‌کنندگان خانه‌سینمای ایران می‌باشد.

## آثار تهیه کننده
- تهیه‌کننده فیلم سینمایی زیبا صدایم کن (فیلم) (۱۴۰۳)
- مجموعهٔ نمايش خانگی یاغی (۱۴۰۱)
- تهیه کننده فیلم کوتاه سیاه سنگ (۱۴۰۱)
- مجری طرح فیلم سینمایی شنای پروانه(۱۳۹۸)[۲]
- تهیه کننده فیلم داستانی واداشته (۱۳۹۹)
- تهیه کننده فیلم کوتاه تن پوش (۱۳۹۹)
- تهیه‌کننده مجموعه مستند پرتره رخ (۱۳۹۷)[۳]
- تهیه‌کننده سریال داستانی انحراف (۱۳۹۷)[۴][۵]
- تهیه‌کننده فیلم داستانی بچه‌خور (۱۳۹۷)[۶]
- تهیه‌کننده فیلم بلند داستانی شهر هزار رنگ (۱۳۹۴)[۷]
- کارگردان فیلم مستند به خاطر کیومرث (۱۳۹۴)[۸][۹]
- تهیه‌کننده مجموعه مستند پرتره دکوپاژ (۱۳۹۳)[۱۰][۱۱]
- تهیه‌کننده مجموعه مستند داستانی میراث‌مرثیه (۱۳۹۲)[۱۲][۱۳]
- تهیه‌کننده مجموعه مستند داستانی تارهایی (۱۳۹۰)[۱۴][۱۵]

### جوایز کسب کرده
- برنده سیمرغ بلورین بهترین فیلم از چهل و سومین جشنواره فیلم فجر برای فیلم زیبا صدایم کن
- برنده جایزه بهترین فیلم از نگاه مخاطب برای فیلم سیاه سنگ از فستیوال کلرمون
- برنده سیمرغ بلورين بهترین فیلم از سی و هفتمین جشنواره فیلم فجر برای فیلم داستانی بچه‌خور[۱۶]
- برنده تندیس بهترین فیلم کوتاه از بیستمین جشن بزرگ سینمای ایران برای بچه‌خور
- برنده نشان شایستگی بهترین فیلم از نهمین جشن مستقل فیلم کوتاه ایران(بچه‌خور) * مصاحبه مازیار هاشمی در نهمین جشن مستقل فیلم کوتاه ایران[پیوند مرده]
- برنده سیمرغ بهترین فیلم از سی و ششمین جشنواره جهانی فیلم فجر برای فیلم داستانی «بچه‌خور»[۱۷]
- برنده تندیس بهترین مجموعه تلویزیونی سال، از چهارمین جشنواره تلویزیونی جام جم برای مجموعه «دکوپاژ»[۱۸]
- فیلم کوتاه “بچه خور” راه یافته به جشنواره بین‌المللی «تامپره» فنلاند[۱۹]
- فیلم کوتاه «بچه‌خور» راه یافته به بخش مسابقه نوزدهمین دوره جشنواره بین‌المللی فیلم اودنسه دانمارک [۲۰]